# Мекинтош

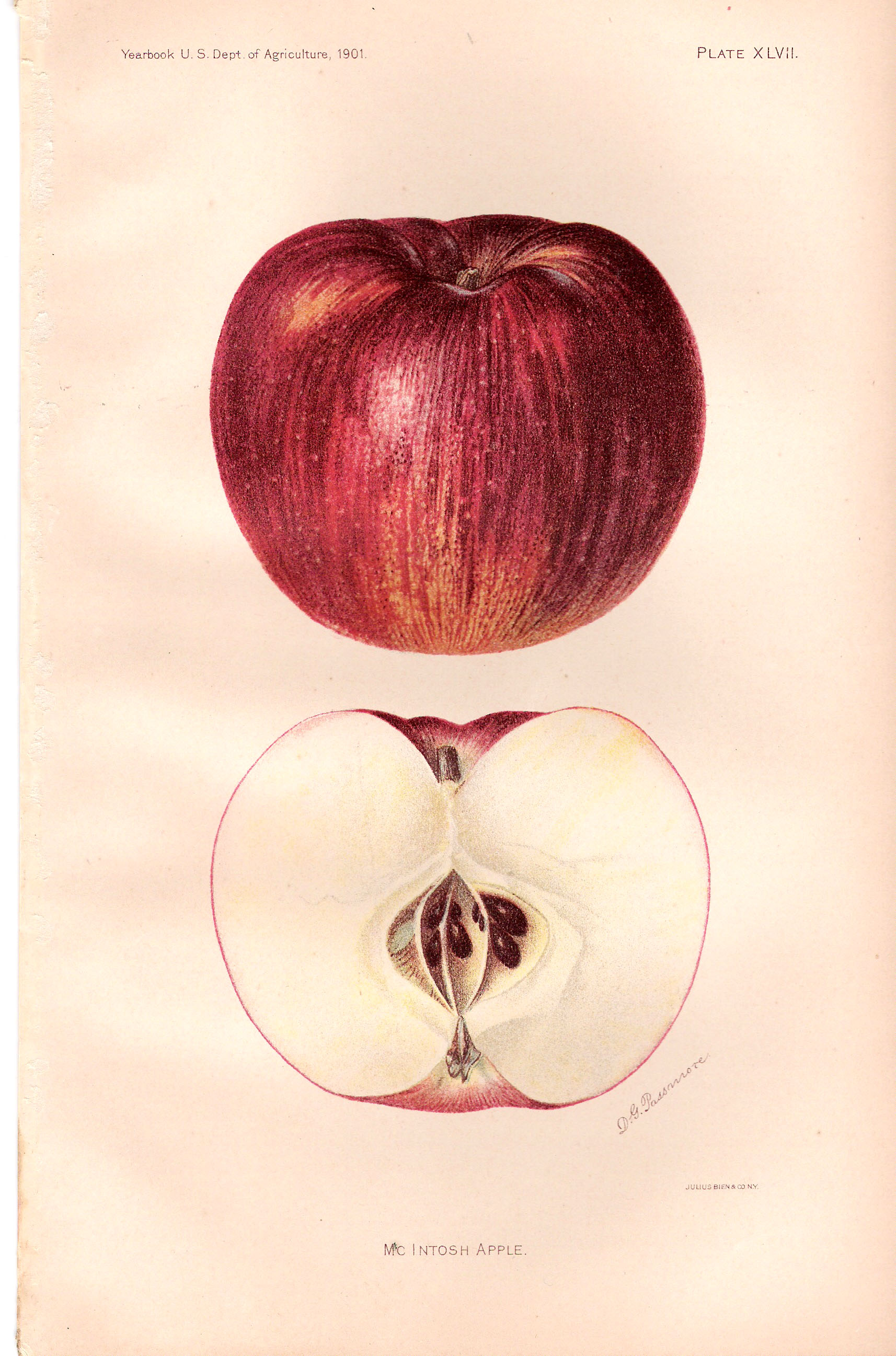
Яблоко сорта «Мекинтош»

«Мекинто́ш» (также — «Макинтош») (англ. McIntosh, Mac) — популярный в Северной Америке сорт яблок осенне-зимнего срока созревания.
По происхождению «мекинтош» представляет собой случайный сеянец, найденный на усадьбе Джона Макинтоша в нынешнем муниципалитете Саут-Дандас, в Восточном Онтарио (Канада); в 1796 году. По другим данным, сеянец широко распространённого в Канаде сорта «Феймез». К 1910-м годам «мекинтош» широко распространился в Онтарио, северной части США и в Британской Колумбии.
Был внесен в Госреестр по Северо-Кавказскому и Нижневолжскому регионам.

## Характеристика сорта
Деревья среднерослые с котлообразно расходящимися скелетными ветвями. Крона широкораскидистая, негустая. Тип плодоношения смешанный.
Побеги средней толщины. Листья средних размеров, широкояйцевидной формы, с ровным рельефом и очень ровными краями, светло-зелёные, с желтоватым оттенком, среднеопушённые, с сердцевидным, основанием — отчётливо заметной выемкой в основании пластинки, Край листа притупленно-зубчатый или городчатый. Почки мелкие, отстоящие, выпуклые, с округлой вершиной. На однолетках хорошо заметны мелкие беловатые чечевички.
Плоды средней или вышесредней величины, уплощённые, слабоконические в верхней части, дольчатые — в нижней. Поверхность плода гладкая. Основная окраска беловато-жёлтая или зеленоватая, покровная — в виде тёмно-фиолетовых полос по более светлому красному фону на большей части плода. Кожица прочная, легко отделяется от мякоти. Воронка у большинства плодов мелкая, широкая, иногда заплывающая. Плодоножка короткая, тонкая. Блюдце средней глубины и ширины, гладкое или с малозаметными складками. Чашечка узкая, заостренная, торчащая вверх, образована плотносомкнутыми чашелистиками. Семенные камеры мелкие, широко открытые в осевую полость, обычно несколько приближенные к чашечке. Семена крупные, острые, коричневые. Мякоть белая, иногда с красными прожилками, очень сочная, нежная, с сильной конфетной пряностью, отличного кисло-сладкого вкуса.
Химический состав плодов: сумма сахаров — 10,7 %, титруемых кислот — 0,57 %, аскорбиновой кислоты — 3,8 мг/100г, Р-активных веществ — 196 мг/100г, пектиновых веществ — 10,8 %.
Съёмная зрелость наступает в условиях Орловской области во второй половине сентября, потребительская — через три недели после съёма. В условиях холодильника плоды обычно сохраняются до конца февраля.
Молодые деревья начинают приносить хозяйственный урожай на семенном подвое в возрасте 6—7 лет (средней скороплодности). Характеризуется ежегодной, обычно умеренной урожайностью.
Зимостойкость средняя. Устойчивость к парше слабая. В годы сильного распространения болезни плоды полностью теряют товарный вид.
Следует заметить, что собственно «мекинтош» встречается в садах гораздо реже, чем его клон «мекинтош красный» (со сплошной густой окраской плодов). В насаждениях нередко можно заметить деревья с окраской промежуточного типа: на затененной стороне плода отчётливо различим полосатый румянец.

## Достоинства сорта
Высокие товарные и вкусовые качества плодов, высокая транспортабельность и лёжкость плодов.

## Недостатки сорта
Недостаточно высокая зимостойкость деревьев, сильная восприимчивость к парше плодов и листьев.

## Дальнейшая селекция
С участием сорта «мекинтош» создано более 60 новых сортов, в том числе более 40 за рубежом. «Мекинтош» был исходной формой при создании таких известных в России сортов как «мелба», «спартан», «изумительное», «орлик», «орловское полосатое», «олимпийское», «слава переможцам», иммунного к парше (с геном Vf) сорта «присцилла», «апрельское».

## Интересные факты
- В 1964 году в Канаде на 50-летнем дереве сорта «мекинтош» была обнаружена необычно большая ветвь без боковых разветвлений, покрытая кольчатками и копьецами с большим числом яблок. Эта необычная спонтанная мутация была размножена и получена исходная форма для дальнейшей селекции колонновидных яблонь[4].
- Компьютер Macintosh или Mac, популярный продукт компании Apple, своим названием обязан именно этому сорту яблок. Так как оригинальное название уже было запатентовано, правописание было видоизменено.